# Purgatorio di San Patrizio
Il Purgatorio di San Patrizio è un antico luogo di culto e meta di pellegrinaggi posto sulla Station Island, un isolotto del lago Lough Derg, nella contea irlandese di Donegal.

La leggenda narra che nel V secolo Gesù Cristo mostrò a San Patrizio una caverna, a volte indicata come pozzo, che era un ingresso per il purgatorio.
La sua importanza in epoca medievale è testimoniata dal fatto che il luogo è menzionato in vari testi a partire dal 1185, e riportato nelle mappe di tutta Europa fin dal XV secolo. Nella mappa del mondo di Martin Behaim del 1492 è addirittura l'unico luogo contrassegnato sull'isola irlandese.

## Leggenda
La leggenda narra che San Patrizio, evangelizzatore dell'Irlanda, cadde nello sconforto quando i pagani irlandesi gli dissero che non avrebbero mai creduto alle sue predicazioni finché non avessero avuto una prova concreta di quello che egli diceva. Allora San Patrizio pregò Dio affinché lo aiutasse nell'opera di conversione, e così gli fu rivelato un pozzo nel quale gli increduli sarebbero potuti scendere per contemplare con i propri occhi le pene dell'inferno e le gioie del paradiso.
Data la scarsità di documentazioni risalenti al V secolo non ci sono prove che San Patrizio si sia realmente recato presso il Lough Derg, ma si tratta di una leggenda risalente probabilmente al XII secolo. Tuttavia è fortemente radicata una tradizione locale legata al culto di San Dabheog, un abate che visse nel V secolo, il quale potrebbe aver fondato il monastero sul Lough Derg proprio al tempo di San Patrizio.

## Letteratura

### Origini
Il più antico racconto scritto pervenuto è attribuito al monaco Mattheus Parisius, che nei suoi Chronica majora del 1153 racconta la storia del cavaliere irlandese Owain che si avventurò nella caverna di San Patrizio. Dello stesso periodo (1170-85) è il Tractatus de Purgatorio Sancti Patricii del monaco inglese Enrico di Saltrey, redatto in latino, che tratta la stessa storia della discesa all'inferno del cavaliere Owen.
Nei due testi si racconta dei riti e le penitenze preliminari per entrare nella caverna, degli uomini vestiti di bianco che avvisano il cavaliere dei tormenti che avrebbe incontrato, delle pene da sopportare prima di giungere al Paradiso terrestre.
Chi entrava nella caverna doveva poi riferire al suo ritorno quello che aveva veduto e udito: la sua narrazione finiva agli atti dell’archivio dell'adiacente abbazia che gestiva l'ingresso al purgatorio, ma nessuno di questi presunti documenti è giunto fino a noi.
Durante il medioevo la leggenda si è diffusa in tutta Europa ed è stata tradotta in varie lingue: medio inglese, anglo-normanno, provenzale, spagnolo e francese; ad esempio, L'espurgatoire de saint Patrice della poetessa Maria di Francia contribuì in particolar modo a questa diffusione.
A cavallo tra i sec. XIII-XIV, si trovano due versioni italiane del racconto nella Legenda Aurea di Jacopo da Varagine e nelle Vite dei Santi Padri di Domenico Cavalca.

### Basso medioevo

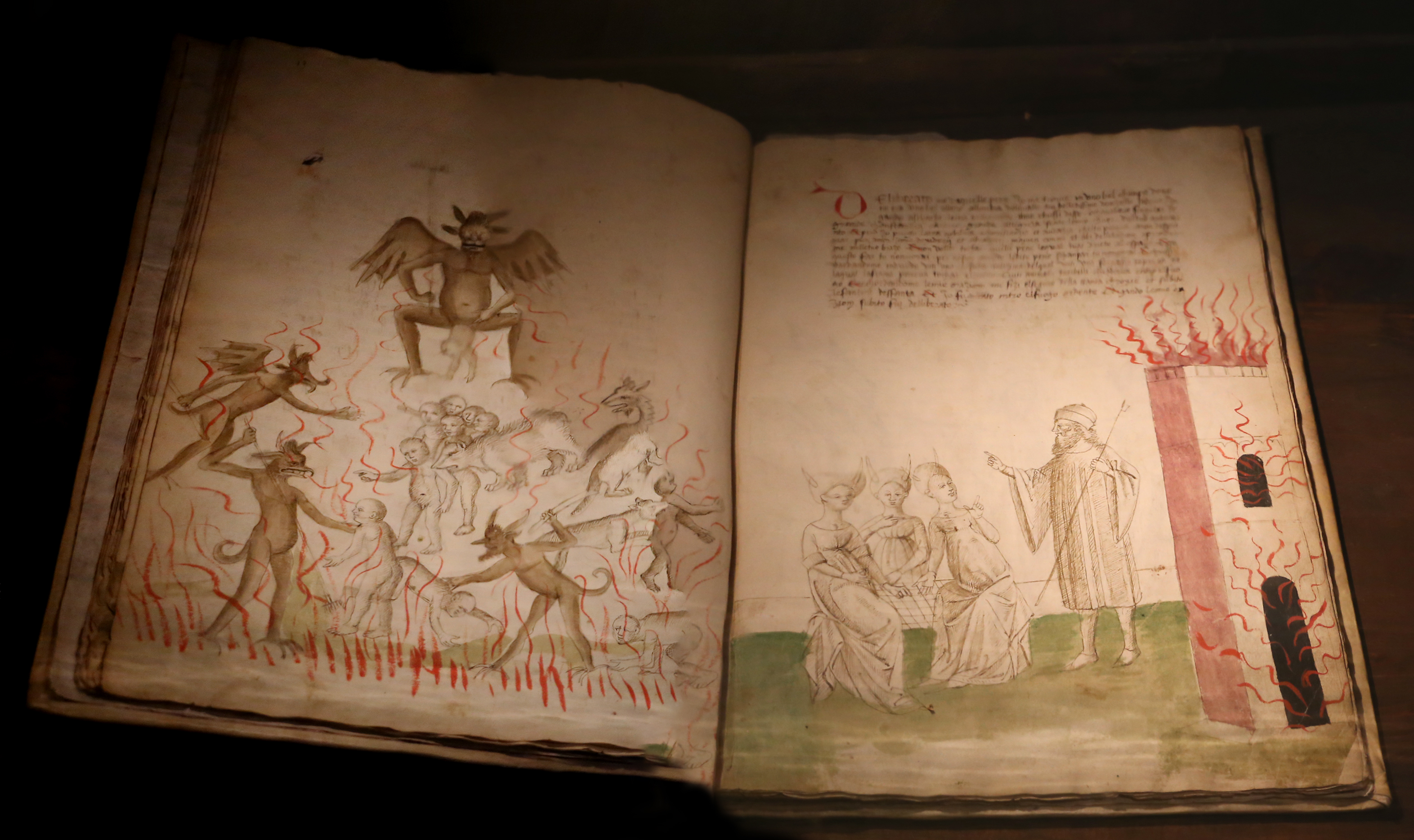
Il Viaggio di Ludovico d'Auxerre al Purgatorio di San Patrizio, Venezia, Biblioteca del Museo Correr, 1508

La leggenda del cavaliere Owain costituisce il più antico racconto di una discesa nella caverna, ma non l'unico: in varie biblioteche europee si trovano diversi manoscritti che narrano di altri viaggiatori che discesero nel Purgatorio, sebbene i racconti siano sempre ispirati alle vicende del cavaliere. Tuttavia nei racconti del XIV secolo il nucleo originale della leggenda viene ampliato: i viaggiatori raggiungono fisicamente la Station Island, come testimoniato dai lasciapassare del governo inglese, e oltre alla discesa nel Purgatorio (rimaneggiata, ampliata e arricchita) descrivono il viaggio di avvicinamento per le terre irlandesi.
Nel 1358 vi discese Malatesta da Rimini detto l’Ungaro, come racconta Domenico di Bandino D'Arezzo nel Fons memorabilium universi e come riferisce Cecco di Meletto da Forlì in una lettera di lode indirizzata al viaggiatore. Si sa che questi ottenne anche una certificazione del pellegrinaggio, come anche la ottenne il coevo Niccolò Beccari, fratello del più noto poeta Antonio Beccari.
Giorgio Grissaphan (o Crissaphan o Georgius Ungarus, Krizsafán fia György in ungherese), cavaliere nell'esercito di Luigi I d'Ungheria, vi discese nel 1353. Il viaggio è raccontato in Visiones Georgii, opera nota anche come The Knight of Hungary.
Ancora nel 1358 si recò al Purgatorio un tale Lodovico (o Alvise) di Sur (o di Auxerre). Il racconto delle Visio Ludovici de Francia deriva in gran parte da quello del cavaliere di Owain, seppure con corpose aggiunte e omissioni: una particolarità è che le tentazioni sofferte da Ludovico sono inflitte non da demoni, come accade a tutti gli altri viaggiatori, ma da donzelle leggiadre che inducono in tentazione il penitente, offrendogli le proprie grazie assieme a considerevoli quantità d'oro e oggetti preziosi. La visione del viaggiatore si conclude con un riassunto in volgare che elenca le sette pene del Purgatorio.
Nel 1397-1398 Raimondo, Visconte di Perelhós, ciambellano del Re di Francia, in seguito alla morte di Giovanni I d'Aragona decise di inoltrarsi nella caverna. Il racconto del suo viaggio è raccolto nella Visione di Raymond de Perehlos.
Jan I van Brederode, vassallo del conte William VI d'Olanda, visitò l'isola nel 1399.
Le Cronache di Froissart (sec. XIV) menzionano il Purgatorio nel libro quarto, intitolato Froissart visita l'Inghilterra.
Nella Visione di William Staunton (1409) lo scrittore racconta che il priore di San Matteo lo introdusse nella grotta con processioni e preghiere devote dei monaci, i quali gli insegnarono anche una preghiera per invocare Gesù Cristo qualora si fosse trovato in difficoltà durante il viaggio ("Jhesu Criste, filii Dei vivi, miserere mihi peccatori").
Nel 1411 fu la volta di Laurence Rathold di Pászthó (o Laurentius Tar o Tar Lőrinc in ungherese), cortigiano di Sigismondo di Lussemburgo re d'Ungheria. Il racconto del suo pellegrinaggio si trova nel Memoriale super visitatione Domini Laurencii Ratholdi militis et baronis Ungariae factum de purgatorio sancti Patricii in insula Hiberniae.
Ancora, una lettera di Salvestro Mannini inviata a Corso di Giovanni Rustichi l'11 febbraio 1411 racconta una visita al Purgatorio compiuta in compagnia di un cavaliere ungherese: partito da Dublino, egli raggiunse il Luogh Derg il 4 novembre e lo descrisse come situato fra altissimi monti, somigliante quasi a un pozzo; vi sono trentaquattro isole e quella detta del Purgatorio si trova nel mezzo del lago. Il Mannini racconta che nel Purgatorio incontrò un grosso ragno nero che, dopo un'orazione, si dileguò.
Guilbert de Lannoy, ciambellano del duca di Burgundi e cavaliere del Toson d'Oro nel 1430, ha lasciato una dettagliata descrizione del percorso compiuto per giungere al Lough Derg.

### Opere successive
Il nunzio pontificio Francesco Chiericati racconta di aver letto, durante la sua visita del 1522, il nome di un altro pellegrino (Guarino da Durazzo) su un libro della Station Island, prima che gli archivi venissero distrutti presumibilmente nel 1623.
Il Gargantua e Pantagruel del 1532 di François Rabelais del parla spregiativamente di "Buco di San Patrizio".
Nel libro The Lough Derg Pilgrim (sec XIX) lo scrittore irlandese William Carleton racconta la sua esperienza, che l'ha portato ad abbandonare l'idea di ordinarsi sacerdote cattolico e convertirsi alla Chiesa d'Irlanda.
Station Island è un lungo poema contemporaneo scritto da Seamus Heaney nel 1984, in cui racconta la propria esperienza di pellegrino alle isole del Lough Derg.
Altri noti poeti come Denis Devlin e Patrick Kavanagh hanno scritto del Purgatorio. La visita di Pete McCarthy nel 1998 è descritta in McCarthy's Bar.
I resoconti di trentadue pellegrinaggi compiuti tra il 1146 e il 1517, tra cui quello del catalano Ramon de Perellós nel 1397, sono raccontati da Haron e De Pontfarcy in un libro del 1988.

## Il monastero

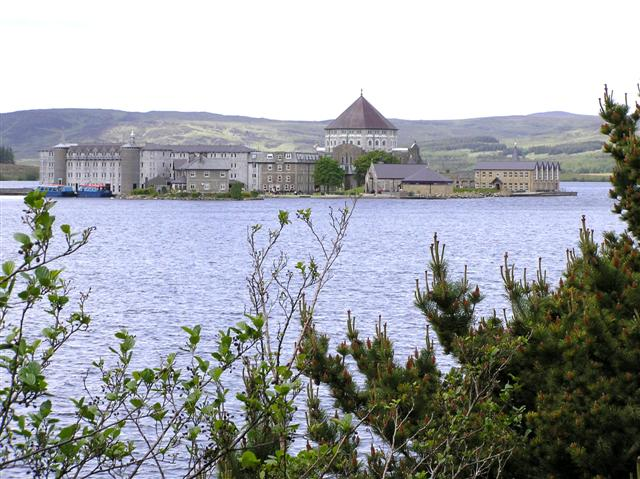
Monastero della Station Island

A partire dal V secolo doveva quindi esistere un monastero sparso sulle varie isole del Lough Derg, abitato da anacoreti che vivevano in cellette e oratori, i cui resti sono chiamati "Letti Penitenziali" ("Penitential Beds" in inglese), sono ancora rintracciabili sulla Station Island: si tratta di rudimentali murature a secco a forma di anello, alcune erette su pendii anche ripidi, al cui centro è stata collocata una croce.
Ogni celletta è stata dedicata ad un santo locale. Il francescano Michael O'Cleary stila nel XVII secolo un elenco di questi santi: Santa Brigida, San Brendano, Santa Caterina d'Alessandria, San Columba (o St. Columcille in irlandese), San Patrizio (che secondo alcuni si ritirò in preghiera sul Lough Derg intorno al 445), San Dabheog (primo abate del monastero), San Molaise di Leighlin (santo locale morto nel 563).
Intorno al 1130 il monastero passò agli agostiniani sotto l'autorità della Cattedrale di San Patrizio di Armagh, amministrata allora da San Malachia.
Dai documenti si apprende che i pellegrini che volevano visitare il Purgatorio dovevano avere un permesso firmato dal vescovo della loro regione o dal vescovo di Armagh. Prima doveva trascorrere quindici giorni di preparazione sulla Saints Island, immersi nella preghiera e nel digiuno. Terminati i quindici giorni passavano sulla Station Island, confessavano i loro peccati, ricevevano la comunione e si avviavano ai pochi ultimi rituali prima di essere rinchiusi nella caverna del purgatorio per 24 ore. La mattina seguente il priore apriva la porta e se i pellegrini erano vivi venivano riportati alla Saints Island per altri quindici giorni ancora di preghiera e digiuno.
Il monastero venne destituito nel 1632, ma il barone locale permise ai monaci di rimanere, tanto che sappiamo che nel 1710 i francescani erano presenti sull'isola d'estate per sopperire ai bisogni dei pellegrini.
Nel 1763 venne costruita la chiesa di Santa Maria degli Angeli sulla Station Island.
Nel 1785 passò nelle mani della diocesi cattolica di Clogher. Shane Leslie concesse pieni poteri sull'isola alla diocesi nel 1960, e venne ordinato Cavaliere commendatore di San Gregorio da Papa Giovanni XXIII per riconoscenza.

## La caverna

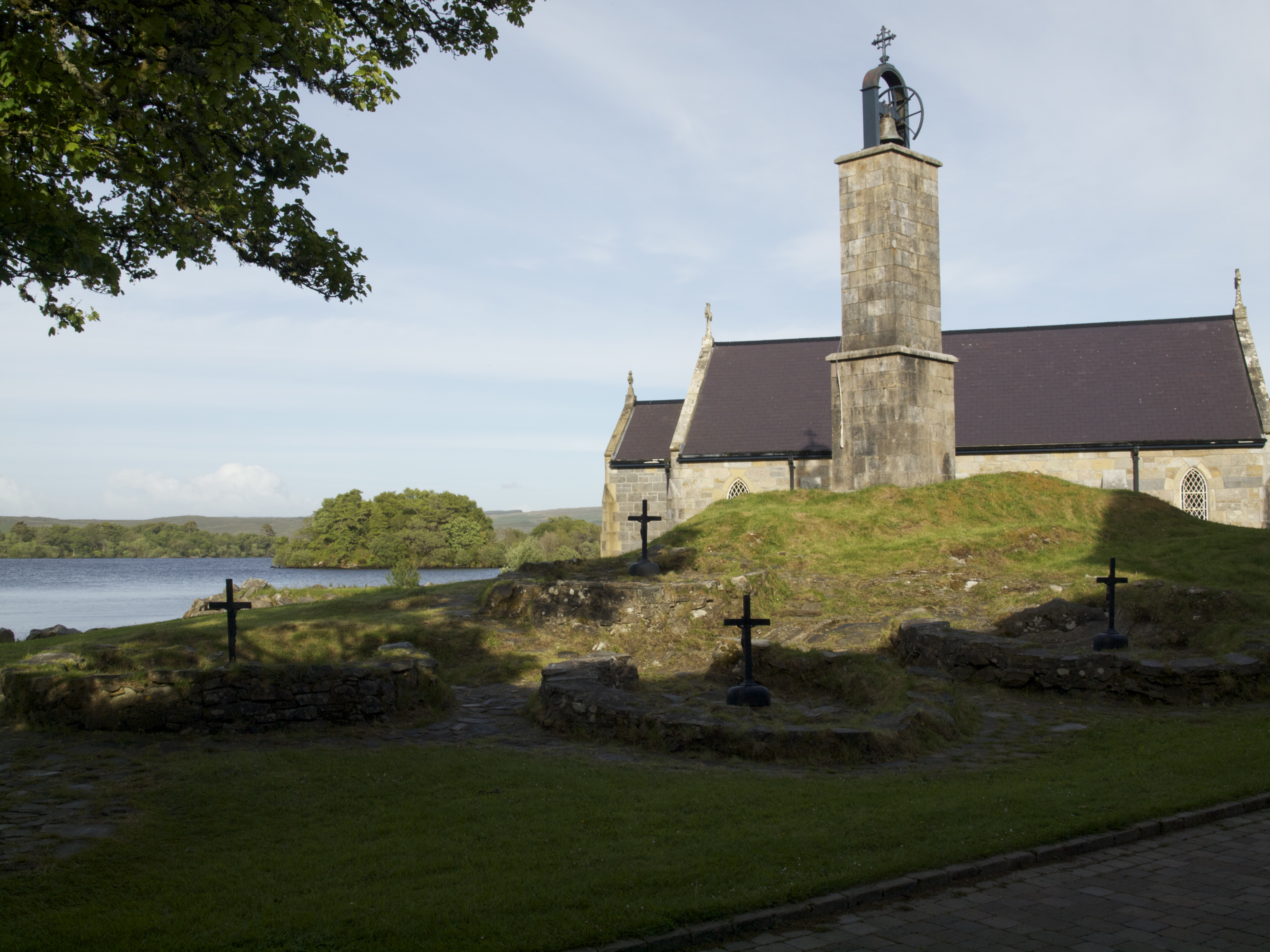
La cappellina con il campanile e i resti delle cellette dei monaci sulla Station Island. Il campanile si erge sul cumulo dove si trovava originariamente la caverna.

### Struttura e utilizzo
La grotta oggi è occlusa, ma si dispone di una serie di descrizioni della caverna redatte dai primi pellegrini che la visitarono.
Si riferisce di una caverna, o a volte di una cantina o di una buca. L'entrata, tenuta serrata, era piuttosto angusta: circa due piedi di larghezza (m. 0,6) per tre di altezza (m. 0,9). Dopo l'ingresso c'era una breve discesa di circa sei piedi. La grotta era divisa in due parti: la prima era lunga circa nove piedi (m. 3) e alta appena da entrarvi in ginocchio; dopo una svolta, vi era una seconda nicchia larga cinque piedi (m. 1,5).
Non essendo mai stati effettuati scavi ci si può solamente affidare a queste descrizioni, tuttavia dai rilievi archeologici sembra chiaro che vi fosse un'antica struttura: qualcuno suggerisce un sotterraneo utilizzato come magazzino per i raccolti o come stalla, ma le dimensioni dei vani smentirebbero questa teoria. Una spiegazione più plausibile è che potrebbe trattarsi di un'antica sauna, ancora in uso in Irlanda nel XX secolo. Questi angusti luoghi sono utilizzati per inalare esalazioni officinali ottenute dalla combustione di varie piante.
L'espressione latina "purgatorium" potrebbe esser stata utilizzata per indicare un luogo in cui detergere e purificare il corpo, come in una moderna sauna, tanto più che l'accezione corrente di purgatorio ultramondano è venuta ad affermarsi solamente a partire dal XIII secolo. La grotta quindi sarebbe stato un luogo in cui la gente si recava per ristorare il corpo e lo spirito, anche prima che venisse associata a San Patrizio nel XII secolo e che divenisse luogo di guarigione più strettamente spirituale che fisica.

### Storia
Papa Alessandro VI ordinò la chiusura della grotta il giorno 17 marzo (festa di San Patrizio) dell'anno 1497: gli Annali dell'Ulster riferiscono che la grotta fu distrutta da una delegazione vaticana, e la collocazione del Purgatorio venne cambiata e spostata su un'altra isola. Gli Acta Sanctorum contengono un documento secondo cui la decisione sarebbe conseguita dalla denuncia di un monaco olandese di Eymstadt, che di ritorno da un pellegrinaggio al Lough Derg si recò in Vaticano e accusò di simonia  gli organizzatori dei pellegrinaggi, inclusi il priore e il vescovo locale.
Negli anni seguenti Ludovicus Pyrrhus tentò di ritrovare la caverna e condusse per due anni una fallimentare campagna di scavi sull'isola. Tuttavia, non molto tempo dopo, la grotta fu riaperta e poi di nuovo chiusa nel 1632 (anno di destituzione del monastero) ad opera di Sir James Balfour e Sir James Stewart per conto del governo irlandese. Infine sotto il regno di Giacomo II venne riaperta un'ultima volta e poi chiusa definitivamente nel 1780.

## Collocazione geografica

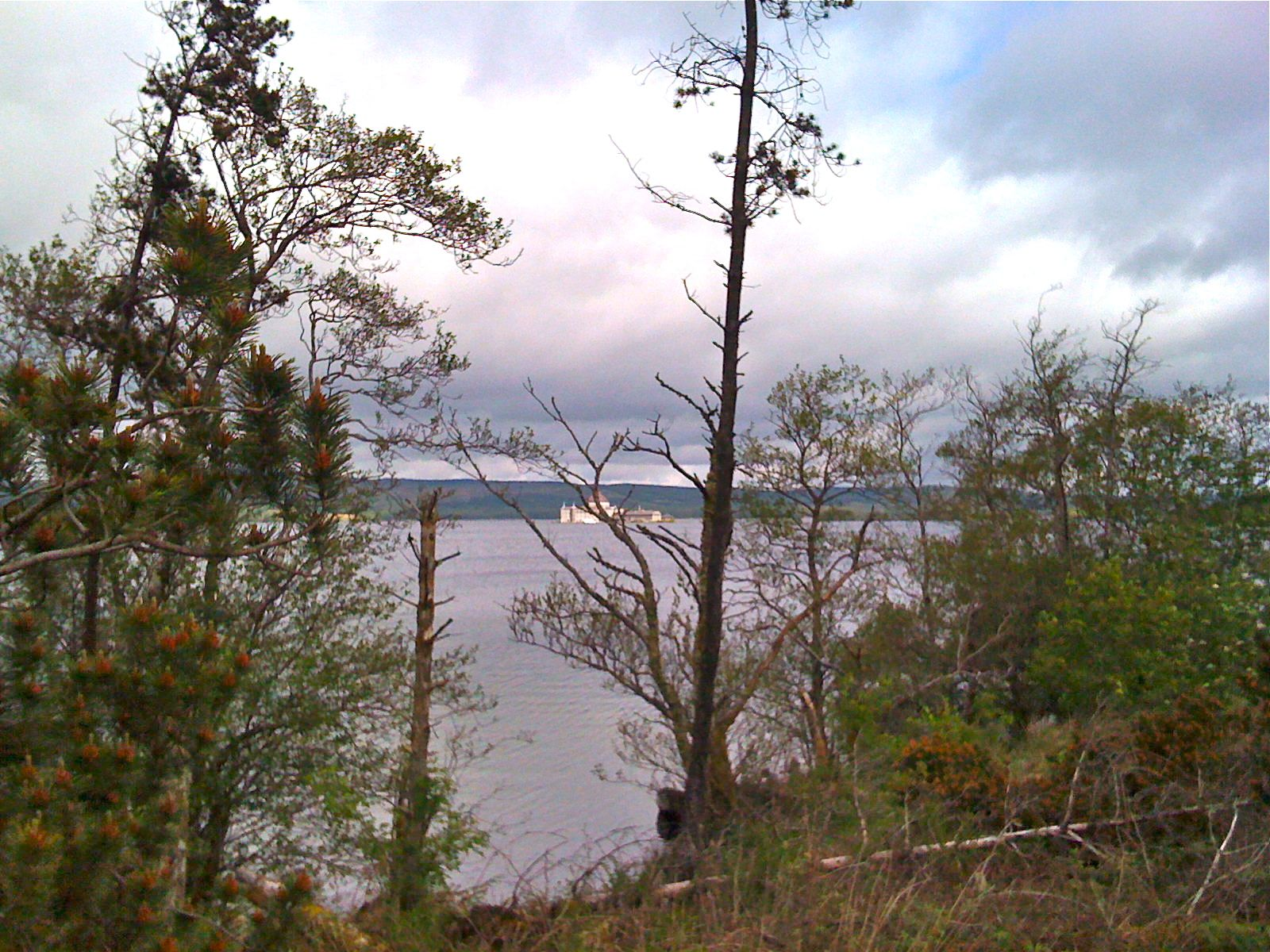
La Station Island vista dalle coste del Lough Derg

Nel XIX secolo è venuta a crearsi una certa confusione sull'effettiva ubicazione del Purgatorio: ad esempio le mappe ottocentesche dell'Ordnance Survey (1837-42) lo collocavano sulla Saints Island, mentre fin dal medioevo la collocazione tradizionale è sulla Station Island, come chiaramente indicato da una mappa del XVII secolo tratta dal libro Lyra Hibernica di Thomas Carve.

## Storia dei pellegrinaggi

### La via dei pellegrini
Già dal tempo di San Dabheog questa regione attraeva pellegrini da ogni luogo, ma dal XII secolo si attestano presenze di pellegrini provenienti da tutta Europa, salpavano dall'Inghilterra per raggiungere Dublino o Drogheda. Da questi porti si mettevano in cammino, riposando presso i monasteri lungo la via in un viaggio di circa due settimane almeno attraverso le terre irlandesi. In questo periodo era usanza inviare peccatori e criminali in pellegrinaggio come metodo espiatorio per rimediare alle loro colpe, e il Purgatorio di San Patrizio si sarebbe particolarmente prestato a questo tipo di pellegrinaggi penitenziali, dal momento in cui si credeva che gli eremiti avessero il magico potere di assolvere i peccati.
Dalle descrizioni risalenti al 1430 fornite dal duca Guilbert de Lannoy, è possibile ricostruire il tracciato medievale della via di pellegrinaggio da Drogheda a Kells che risaliva il corso del fiume Boyne, facendo tappa presso i monasteri (Abbazia di Mellifont, Slane, Donaghmore, Drumlane) come era d'uso all'epoca. Il racconto del viaggio prosegue a nord ovest verso Enniskillen (chiamata Rousseaumoustier), dove il duca e i compagni noleggiano una barca per attraversare il Lough Erne, alloggiando sull'isola di Devenish, sull'isola del monastero di Inishmacsaint e sulla White Island.

### Interruzione dei pellegrinaggi
Sebbene la grotta sia stata fatta chiudere nel 1497, non ci sono prove che i pellegrinaggi al Purgatorio furono interrotti.
Recentemente sono state avanzate nuove ipotesi riguardo alla ricostruzione storica della prima interruzione dei pellegrinaggi, nel secolo XV: i documenti degli Acta Santorum sarebbero dei falsi contraffatti da qualcuno che non era mai stato al Lough Derg, ma immaginava il Purgatorio di San Patrizio simile al pozzo di San Patrizio in Orvieto. Secondo queste nuove teorie non fu quindi il papa ad ordinare la chiusura della grotta, e i pellegrinaggi non furono mai realmente interrotti, ma fu in realtà Cathal Óg Mac Maghnusa (al tempo vescovo Clogher), appoggiato dal priore dell'abbazia di Donegal Abbey, che voleva rivoluzionare gli scopi dei pellegrinaggi: la promessa di un viaggio ultraterreno non era più accattivante per una società che si affacciava alle porte del Rinascimento, e per assicurare la sopravvivenza dei pellegrinaggi era necessario trasformarli in eventi puramente concentrati sulla penitenza e la purificazione dai peccati. Perciò per superare ogni potenziale opposizione a questo radicale cambiamento fu emanato un ordine papale fittizio.

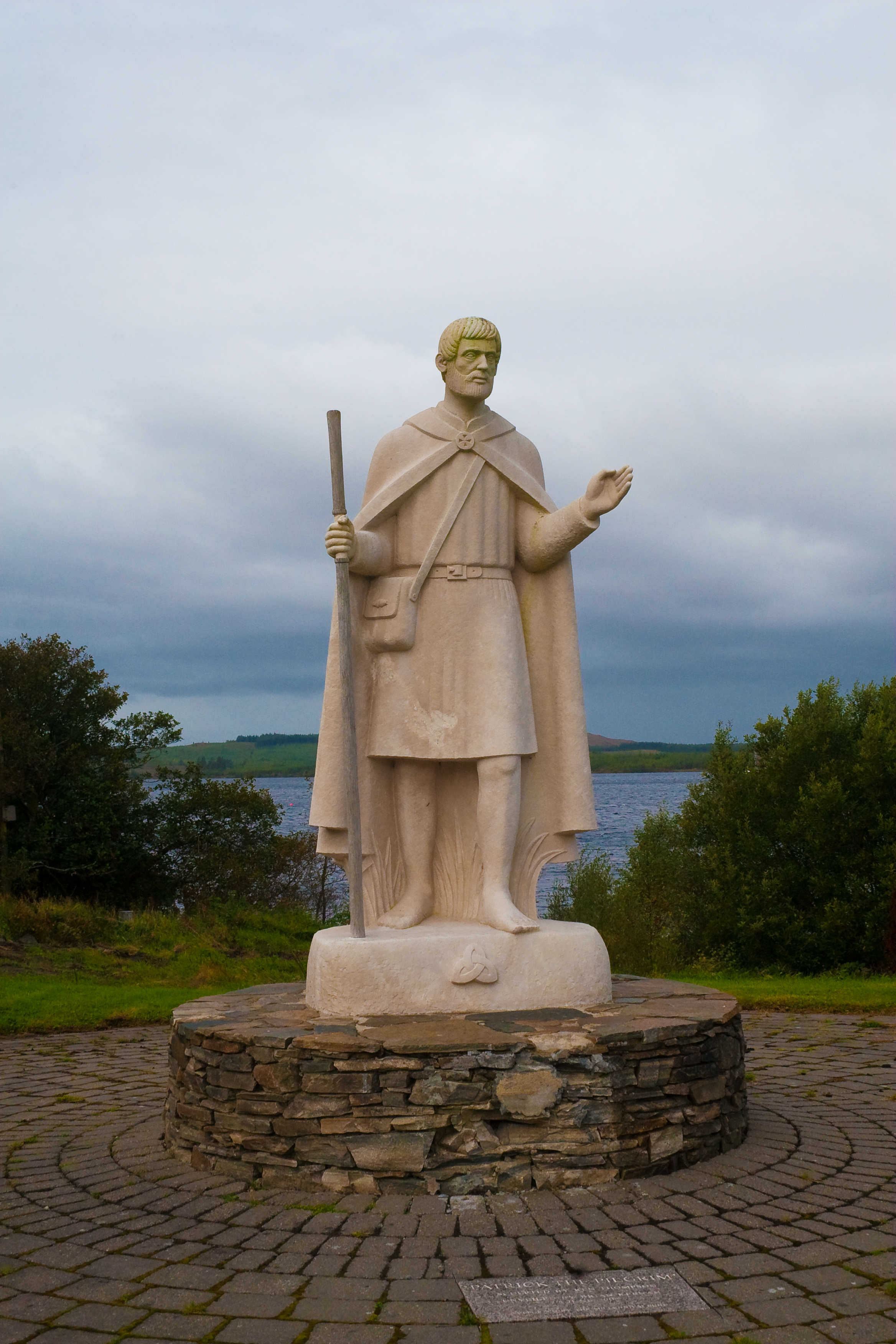
La statua di 'Patrizio il Pellegrino', adiacente al molo del traghetto sulla Station Island.

### Pellegrinaggi odierni
I pellegrinaggi al Purgatorio continuarono sempre costantemente e continuano anche oggi dopo 1500 anni. Ogni anno, la stagione dei pellegrinaggi inizia tra maggio e giugno e termina con il ferragosto. Esiste un pellegrinaggio organizzato di tre giorni aperto alle persone di ogni religione o addirittura atei, che abbiano almeno 15 anni di età, che siano in buona salute e capaci di camminare e inginocchiarsi autonomamente. I pellegrini, digiuni dalla precedente mezzanotte, si radunano sulla costa del Lough Derg tra le ore 10:00 e le 13:00, e qui il traghetto li trasporta sulla Station Island. Giunti sull'isola viene loro assegnata una stanza e partecipano scalzi ad una liturgia continuativa. Le preghiere (Padre Nostro, Ave Maria, Credo Apostolico), raccolte in un libretto che essi ricevono, vengono recitate presso stazioni predefinite, tra cui sei dei "Letti Penitenziali". I pellegrini trascorrono tutta la prima notte in preghiera nella basilica, e solo la seconda notte possono dormire nelle stanze assegnate. Ogni giorno hanno un semplice pasto composto da bruschette, biscotti d'avena, te nero o caffè. La terza mattina vengono traghettati indietro verso terra, dove digiunano ancora fino a mezzanotte.
Ci sono anche altri programmi durante il corso dell'anno, come ritiri o giornate per famiglie.
Il monastero è gestito dalla Diocesi cattolica di Clogher, e il complesso include cucina, lavanderia, pronto soccorso, libreria e negozio di souvenir.

### Numeri e nomi
Dato che gli archivi del monastero sono andati distrutti nel 1632 non è noto esattamente quante persone si siano recate in pellegrinaggio al Purgatorio nel passato. Comunque dai registri successivi sappiamo che nel '700 sono stati registrati circa 5000 pellegrini in una stagione; dal 1826 il numero cresce a 15'000 e dal 1846 raggiunge i 30'000, poco prima della Grande Carestia. Dal 1871 al 1903 circa 3000 pellegrini all'anno visitarono il Purgatorio; e dal 1908 al 1921 se ne attestano 8000. Dal 1929 a fine secolo arriviamo a 10'000, e in alcuni anni il numero viene raddoppiato e a volte triplicato. Nel 2011 hanno completato il pellegrinaggio 8000 persone.
Tra i pellegrini famosi, oltre a quelli deducibili dalla vastissima letteratura dei secoli XIV e XV ve ne sono alcuni contemporanei:
- Mary McAleese, presidente d'Irlanda
- Frank Duff, fondatore della Legione di Maria
- Seamus Heaney, poeta